# Kulothunga Chola I.
Kulothunga Chola I., tamilisch குலோதுங்கச் சோழன், war einer der bedeutendsten Herrscher des Chola-Reichs. Er regierte von 1070 bis 1122 und begründete die Dynastie der Späten Cholas.

## Etymologie
Das tamilische Wort Kulothunga oder auch Kulottunga kann als der Erhöher seiner Nation übersetzt werden.

## Leben
Kulothunga Chola I. war mütterlicherseits ein Enkel von Rajendra I. Sein Vater hieß Sembiyan. Er war mit vier Frauen verheiratet und hatte acht Kinder. Seine Hauptfrau war anfangs Madurantaki und er hatte mit ihr einen Sohn, den zukünftigen Thronfolger Vikrama Chola. Madurantaki verstarb noch vor 1110. Kulothunga hatte aber noch andere Nebenfrauen wie beispielsweise Thyagavalli, die am Hof neben ihm eine gleichberechtigte Stellung einnahm, sowie Elisai Vallabhi und Solakulavalliyār. Eine seiner Nebenfrauen war eine Tochter des singhalesischen Herrschers Vikramabahu, die er 1088 geheiratet hatte. Dies war ein politischer Schachzug, der langersehnten Frieden zwischen Sri Lanka und den Chola brachte und gleichzeitig den Einfluss der ehemaligen Verbündeten Sri Lankas wie z. B. den Pandyas schmälerte.

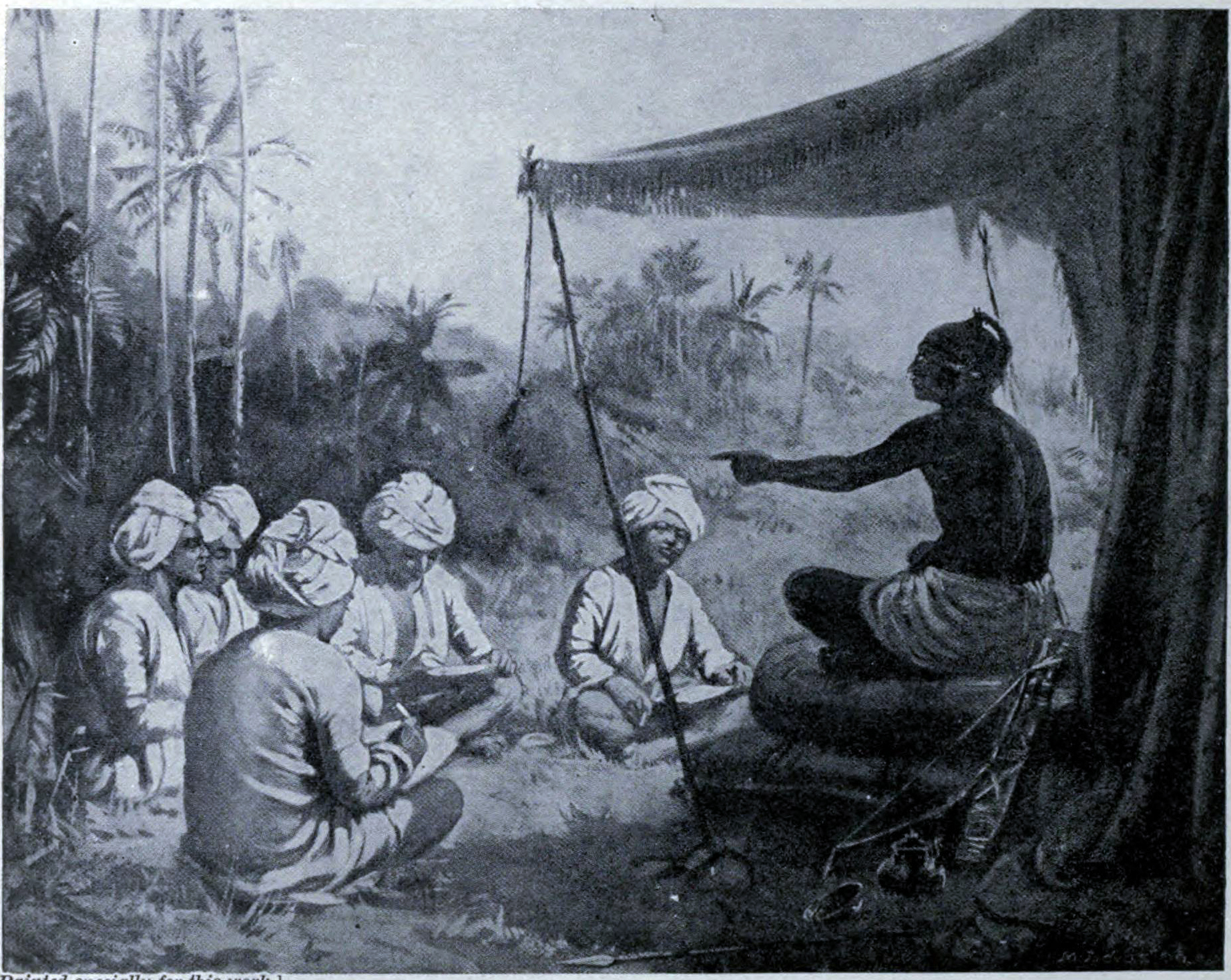
Kulothunga Chola I. unterweist seine Landvermesser

In seiner frühen Regierungszeit ließ er eine Landvermessung durchführen, auf der er sein Steuersystem basierte. Seine Aufzeichnungen bekunden eine hochorganisierte Verwaltung und Steuerwesen. Seine diplomatischen Beziehungen erstreckten sich nach Nordindien (beispielsweise nach Kanauj), nach Kambodscha, Sri Vijaya und sogar bis nach China. Sein Hofdichter war Jayamkondar (oder Jayangondar), der in seinem Gedicht Kalingathupparani (oder Kalingattu parani) den militärischen Erfolgen seines Herrschers huldigte. Kulothunga war liberal eingestellt, wie Landschenkungen an Shudra beweisen und die während seiner Regierungszeit sogar zu Generälen und hohen Staatsbeamten aufsteigen konnten. In Malaysia festigte er die Chola-Herrschaft in Kedah.

## Kriegerische Auseinandersetzungen
Kulothunga Chola I. war schon in jungen Jahren, noch ehe er den Chola-Thron bestieg, an kriegerischen Auseinandersetzungen beteiligt gewesen. So hatte er bereits unter Rajendra I. und unter seinen Nachfolgern Rajadhiraja Chola, Rajendra II. und Virarajendra Chola gekämpft. Als Belohnung für seine Dienste waren ihm Ländereien im nordwestlichen Telugu und im Distrikt Bastar (im heutigen Chhattisgarh) anvertraut worden. 
Nachdem er unter dubiosen Umständen Athirajendra Chola auf den Thron gefolgt war – womöglich ließ er seinen Vorgänger auch aus dem Weg räumen – musste er zuerst die durch den Tod Athirajendras ausgelösten Rebellionen und Bürgerkriege im Chola-Reich in den Griff bekommen. Auch auf Sri Lanka brachen Unruhen aus und die Südprovinzen der Insel hatten gar ihre Unabhängigkeit erklärt. Von Vikramaditya VI., dem Herrscher des Westlichen Chalukya-Reiches, kamen ebenfalls Feindseligkeiten, da dieser Kulothungas Thronbesteigung nie akzeptiert hatte. 

### Kalinga-Kriege
Kulothunga führte zwei Kriege gegen Kalinga, einen in seinen frühen Jahren und einen im 40. Regierungsjahr im Jahr 1110. Der erste Krieg wurde durch die Aggression seitens Kalinga gegenüber Vengi ausgelöst. Er endete in der Niederlage von Kalinga, gleichzeitig musste Kalinga die Südhälfte seines Territoriums an die Chola abtreten. Der Anlass für den zweiten Krieg waren die ausbleibenden Tributzahlungen von Kalinga. Die Invasion wurde vom General Karunakara Tondaiman geleitet, der den Anführer von Kalinga aus der Östlichen Ganga-Dynastie Anantavarman Chodaganga (Orissa) schlug. Der mit den Chola verwandte Chodaganga musste daraufhin sein Heil in der Flucht suchen, wohingegen die Chola-Armee mit riesiger Beute zurückkehrte. Der zweite Feldzug wurde vom tamilischen Dichter Jayangondar in seinem Werk Kalingathupparani beschrieben.

### Krieg mit Vikramaditya VI. (Chalukya)
Mit der Thronbesteigung Kulothungas hatten sich das Östliche Chalukya-Reich (Vengi) und das Chola-Reich sehr stark angenähert. Dies war ein Affront für den ehrgeizigen Vikramaditya VI., der seinerseits das Westliche mit dem Östlichen Chalukya-Reich vereinen wollte. Vikramaditya VI. griff daher im Jahr 1075 Kulothunga mit seinem Heer an. Bei Kolar an der Tungabhadra stießen die beiden Armeen aufeinander. Aus der hart umkämpften Schlacht gingen die Chola siegreich hervor.
In diesem Stadium bat Someshvara II., der mit seinem Bruder Vikramaditya VI. um den Thron des Westlichen Chalukya-Reiches im Streit gelegen hatte, Kulothunga um Hilfe. Dieser sagte zu und griff erneut den abziehenden Vikramaditya VI. an. Gegenüber den nun vereinten Kräften war Vikramaditya in aussichtsloser Position und musste zusehen, wie Someshvara II. den Thron bestieg. Sobald die Chola wieder abgezogen waren, führte er jedoch erneut Krieg gegen seinen Bruder und setzte ihn schließlich gefangen. Vikramaditya VI. war somit wieder Chalukya-Herrscher, hatte sich aber unterdessen mit seinem Bruder arrangiert, indem er ihm die Südhälfte des Reichs anvertraute.

### Sri Lanka
Während der Kriege mit Vikramaditya VI. hatte sich der singhalesische Anführer Vijayabahu zum Regenten über die gesamte Insel Sri Lanka erklärt. Bereits im Jahr 1070 griff er von seiner im Süden der Insel gelegenen Enklave im Ruhana-Distrikt aus die Streitkräfte der Chola an und fügte ihnen eine sehr empfindliche Niederlage bei. Danach annektierte Vijayabahu die Gebiete um Anuradhapura. Kulothunga sandte daraufhin Truppenverstärkungen und unter sehr verlustreichen Kämpfen gelang es den Chola, Vijayabahu wieder zurückzudrängen.
Kulothunga musste noch mehrmals Truppenkontingente nach dem unruhigen Sri Lanka entsenden. Die Lage beruhigte sich erst wieder im Jahr 1088, als er die Tochter Vikramabahus, dem Nachfolger Vijayabahus, ehelichte.

### Konflikte mit den Pandyas
Als die Kriege mit Vikramaditya sich ihrem Ende näherten richtete sich Kulothungas Aufmerksamkeit nach Süden. Die dort ansässigen Pandya akzeptierten im Grunde genommen nie die Vorherrschaft der Chola und stellten daher für die Chola-Herrscher eine Quelle dauerhaften Ärgernisses dar. So nutzten die Pandya die entstandenen Wirren bei der Thronbesteigung Kulothungas aus, um sich von den Chola unabhängig zu machen. Kulothunga konnte dies nicht zulassen, da der Verlust des Pandya-Gebietes eine ernsthafte Bedrohung für den Bestand des gesamten Chola-Reiches darstellte. Kulothunga setzte daher nach Beendigung der Chalukya-Kriege alle Mittel ein, um die Aufstände im Gebiet der Pandya und in Kerala niederzuschlagen. Dass Kulothungas Unterfangen erfolgreich war geht aus Inschriften am Chidambaram-Tempel und am Suchindram-Tempel sowie durch seine Siegesstele in den Sahyadri-Hügeln hervor.

### Vengi
Während Kulothunga in Sri Lanka mit der dortigen Erhebung zu tun hatte, wurde das Königreich von Vengi (Östliche Chalukya) von Yakshakanaradeva, dem Herrscher von Tripura, angegriffen. Es handelte sich hierbei aber nur um einen Raubüberfall und keine Territorialinvasion. Vijayaditya, der damalige König von Vengi, konnte die Invasoren recht rasch zurückdrängen, weswegen Kulothunga ihm die weitere Verwaltung des Territoriums überließ. Nach Vijayadityas Tod stellte Kulothunga Vengi unter Chola-Direktherrschaft und machte im Jahr 1076 seinen Sohn Rajaraja Mummudi Chola zum Vizekönig der Provinz. Dieser trat jedoch bereits im folgenden Jahr von seinem Amt zurück. Bis 1084 folgte ihm daher sein jüngerer Bruder Vira Choda nach. Zwischen 1084 und 1089 herrschte dann Rajaraja Chodaganga in Vengi, ein weiterer Sohn Kulothungas. Vizekönig in Vengi ab 1089 war schließlich der Thronfolger Vikrama Chola.

## Handel und überseeische Besitzungen
Kulothunga Chola I. schaffte Zölle ab und förderte somit den Handel. Die Umbenennung des berühmten Hafens Vishakhapattinam (Andhra Pradesh) in Kulottungacolapattanam ist ein direkter Hinweis auf sein Interesse am Handel mit den auf der anderen Seite der Bucht von Bengalen gelegenen Ländern. Im Jahr 1077 schickte Kulothunga eine Delegation nach China. Die Delegation war vorwiegend eine Handelsmission, die offensichtlich recht erfolgreich für die Chola verlief, da sie mit mehr als 81.000 Ketten Kupferwährung und anderen wertvollen Gegenständen zurückkehrte. Im Jahr 1114 sandte der König der Khmer Suryavarman II. eine Mission zu Kulothunga, die ihm einen wertvollen Edelstein präsentierte.
Kulothunga dürfte sich bereits in jungen Jahren (gegen 1063) in Srivijaya aufgehalten haben, um dort Ordnung zu schaffen und den Einfluss der Chola zu wahren. Für die Ausdehnung der politischen Macht der Chola bis hin zum Malayischen Archipel gibt es jedoch nur spärliche Zeugnisse. Die bereits unter Rajaraja Chola und Rajendra Chola I. aufgebauten Handelsbeziehungen und kulturellen Kontakte wurden auch unter Kulothunga und seinen Nachfolgern weiter aufrechterhalten. Dennoch waren die Chola auch militärisch präsent, wie stationierte Bataillone in Srivijaya und in Kambodscha beweisen.
Laut burmesischer Aufzeichnungen hatte auch Kyanzittha, der Herrscher von Bagan, einen Botschafter zu Kulothunga entsandt und Kontakte mit der Königsfamilie der Chola gepflegt.

## Religiosität und Bautätigkeiten

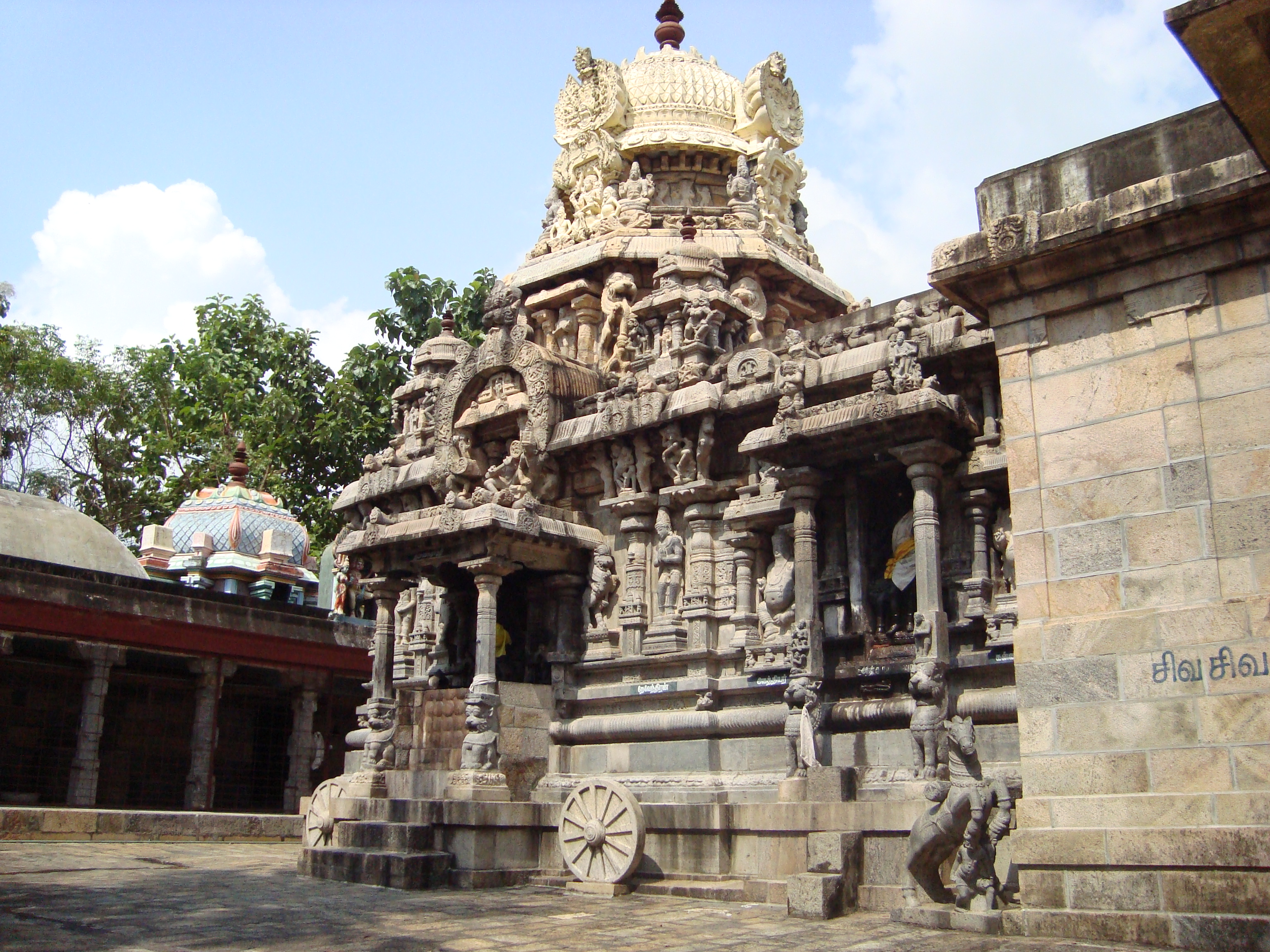
Der Karakkoil-Tempel in Melakadambur

Gegenüber dem Buddhismus war Kulothunga sehr tolerant, außerdem machte er weiterhin Schenkungen an das buddhistische Kloster in Nagapatam. 
Mit den Gahadval-Königen Zentralindiens pflegte er freundschaftliche Beziehungen. Diese waren sehr artistische Tempelbauer und verehrten den Sonnengott Surya. Inspiriert von seinen Besuchen bei den Gahadval ließ er später seinerseits dem Sonnengott geweihte Tempel erbauen, vor allem die Suryanar-Tempel in Pudukkottai und in Nagapattinam. In seinem 43. Regierungsjahr (im Jahr 1113) gab er den wunderschönen Karakkoil-Tempel in Melakadambur in Auftrag, der um das karbagraha sehr seltene Miniaturskulpturen aufweist und in der Form eines Streitwagens errichtet wurde.
In dem nach ihm benannten Kulottunga Chozapuram wurde wie in Madurai ein quadratisches Straßennetz angelegt. Aus dieser Zeit stammen zwei weitere wichtige Tempel, der Shiva geweihte Sokkanathar-Tempel und der Vinava Perumal.
Bereits ab seinem zweiten Regierungsjahr hatte Kulothunga viel Zeit Tempelrenovierungen gewidmet und bildete hierzu Komitees selbst noch in weit abseits liegenden Teilen des Chola-Reichs wie beispielsweise in Kuvalala Nadu im Distrikt Vijaiya Rajendra Mandalam.

## Fazit
In seiner enorm langen Regierungszeit von 52 Jahren konnte Kulothunga, der wahrscheinlich an die 90 Jahre alt wurde, das Chola-Reich bis zu seinem 45. Regierungsjahr (1115) vollständig bewahren. Erst danach musste er Gebietsverluste hinnehmen. So griffen beispielsweise die Hoysala unter Vishnuvardana im Jahr 1116 die Provinz Gangavadi an und besiegten den dortigen Vizekönig Adigaiman. Wahrscheinlich eroberten sie nur den Norden und Westen von Gangavadi, da die Chola im Süden und Osten der Provinz Tempelprojekte fortsetzten, beispielsweise den Narasimha- und den Vishnu-Tempel in Melukote und den Shiva-Tempel in Talakadu.
Ermutigt durch die Erfolge der Hoysala fiel Vikramaditya VI. im Jahr 1118 in Vengi ein. Gegen die nur schwache Kriegsführung unter dem Thronfolger Vikrama Chola konnte Vikramaditya VI. sich durchsetzen, eroberte Vengi und behielt es dann auch bis zu seinem Tod im Jahr 1126.
Beim Ableben von Kulothunga Chola I. im Jahr 1122 war das Chola-Reich daher nur geringfügig kleiner als bei seiner Thronbesteigung.